# فاليغيو (بافيا)
فاليغيو (بالإيطالية: Valeggio, Lombardy)‏ هي بلدة تقع في مقاطعة بافيا بإقليم لومبارديا في شمال إيطاليا. تبلغ مساحة هذه المدينة 9 (كم²)، وترتفع عن سطح البحر م، بلغ عدد سكانها 233 نسمة في عام 2010 حسب إحصاء المعهد الوطني للإحصاء.

## السكان
في سنة 1861 بلغ عدد السكان 977 نسمة، وتطور العدد ليصل في سنة 2011 لـ 236 نسمة.
يظهر هذا المخطط البياني تطور النمو السكاني لـ فاليغيو (بافيا)